# Charles Pozzi
Carlos Alberto »Charles« Pozzi,  francoski dirkač Formule 1, * 27. avgust 1909, Pariz, Francija, † 28. februar 2001, Levallois-Perret, Pariz.

## Življenjepis
Charles Pozzi se je rodil 27. avgusta 1909 v Parizu italijanskima staršema. Delal je kot prodajalec avtomobilov, z dirkanjem pa se je začel ukvarjati šele v sezoni 1946, ko je bil star že sedemintrideset let. Nastopil je na dirkah za Veliko nagrado Dijona, kjer je bil četrti, in Veliko nagrado Nantesa, kjer je bil peti. V sezoni 1947 je nastopil na dirkah za Veliko nagrado Francije, kjer je bil peti, in Veliko nagrado Italije, kjer je zasedel sedmo mesto, na neprvenstvenih dirkah Velika nagrada Albija, Velika nagrada Salona in Velika nagrada Torina pa je bil tretji. V sezoni 1948 je dosegel le sedmo mesto na dirki za Veliko nagrado Švice in tretje mesto na dirki Grand Prix de Pau, v sezoni 1949 pa je dosegel svojo prvo zmago na dirki Grand Prix du Comminges.
V svoji karieri Svetovnega prvenstva Formula 1 je nastopil le na domači in predzadnji dirki sezoni 1950 za Veliko nagrado Francije, kjer je z dirkalnikom Lago-Talbot T26C skupaj z Louisom Rosierjem zasedel šesto mesto in le za mesto zgrešil uvrstitev med dobitnike točk. Umrl je leta 2001 v Levallois-Perretu, predmestju Pariza.

## Popoln pregled rezultatov
(legenda) (odebeljene dirke pomenijo najboljši štartni položaj, poševne pa najhitrejši krog, †-uvrščen kljub odstopu)
| Leto | Moštvo        | Šasija           | Motor             | 1  | 2   | 3   | 4   | 5   | 6     | 7   | Prv | Toč |
| ---- | ------------- | ---------------- | ----------------- | -- | --- | --- | --- | --- | ----- | --- | --- | --- |
| 1950 | Charles Pozzi | Lago-Talbot T26C | Talbot Straight-6 | VB | MON | 500 | ŠVI | BEL | FRA 6 | ITA | -   | 0   |